# Остин, Дэниел Фрэнк
Дэ́ниел Фрэнк О́стин (англ. Daniel Frank Austin, 18 мая 1943 — 20 января 2015) — американский ботаник-флорист, специалист по флоре семейства Вьюнковые.

## Биография
Родился в городе Падьюка в Кентукки, начальное и среднее образование получал близ родного города. В 1966 году окончил Колледж штата имени Марри со степенью бакалавра. Последипломной научной деятельностью занимался в Университете Вашингтона в Сент-Луисе.
В 1967 году женился на Сандре Родерик, с которой познакомился во время полевых занятий по биологии.
В 1970 году Остин защитил диссертацию доктора философии в Вашингтонском университете, в которой рассматривал американскую флору трибы Erycibeae семейства Вьюнковые (роды Maripa, Dicranostyles, Lysiostyles), после чего получил приглашение на работу на кафедре биологических наук Флоридского Атлантического университета в Бока-Ратоне. В течение 31 года читал лекции по ботанике, а Сандра Остин вела занятия по биологии в Броуардском колледже.
Остин регулярно выезжал со студентами в поля, часто — в малоизученные в то время районы Флориды на довольно небольших расстояниях от Университета. Один из первых исследователей островов Флорида-Кис, Чоколоски, Факахатчи.
Дэниел Остин был ведущим специалистом по мировой флоре Вьюнковых, в частности, по крупному и сложному в систематическом отношении роду Ipomoea.
Из-за конфликта с руководством Атлантического университета, вызванного резким несогласием Остина со строительством спортивного комплекса и стадиона на месте небольшого сохранившегося участка флоридского скраба на территории кампуса в Бока-Ратоне, Остин ушёл в отставку, вскоре после чего семья переехала в Тусон. Там он стал научным сотрудником Аризонского музея пустыни Сонора, а также сотрудником Аризонского университета.
В 2005 году Остину за книгу Florida Ethnobotany была присуждена книжная премия имени Мэри Клингер Общества экономической ботаники.
Скончался в больнице в Тусоне 20 января 2015 года после обширного кровоизлияния в мозг.

## Некоторые научные работы
- Austin, D. F., Huaman, Z. A synopsis of Ipomoea (Convolvulaceae) in the America // Taxon. — 1996. — Vol. 45. — P. 3—38.
- Austin, D. F. Exotic plants and their effects in southeastern Florida // Environmental Conservation. — 1978. — Vol. 5. — P. 25—34.
- Stefanović, S., Austin, D. F., Olmstead, R. Classification of Convolvulaceae: A phylogenetic approach // Systematic Botany. — 2003. — Vol. 28. — P. 791—806..
- Austin, D. F. The Ipomoea batatas Complex—I. Taxonomy // Bulletin of the Torrey Botanical Club. — 1978. — Vol. 105. — P. 114—129.
- McDonald, J. A., Austin, D. F. Changes and additions in Ipomoea section Batatas (Convolvulaceae) // Brittonia. — 1990. — Vol. 42. — P. 116—120.
- Austin, D. F. Fox-tail millets (Setaria: Poaceae)—Abandoned food in two hemispheres // Economic Botany. — 2006. — Vol. 60. — P. 143—158.

## Растения, названные именем Д. Остина
- Daustinia Buril & A.R.Simões, 2015, nom. nov. — Austinia Buril & A.R.Simões, 2014, nom. illeg.
- Hildebrandtia austinii Staples, 1990, nom. nov.
- Merremia austinii J.A.McDonald, 1987